# Hyundai Atos
Hyundai Atos — автомобиль, дебютировавший в 1997 году на рынке Южной Кореи, через год начал продаваться и в Европе. Представляет собой пятидверный переднеприводной хетчбэк малого класса. В ходе рестайлинга 1999 г. автомобиль получил обновлённый дизайн кузова, а также расширил список систем безопасности. В 2003 г. дебютировало обновлённое поколение Hyundai Atos с 1,1-литровым двигателем. С 2004 г. сборкой модели Atos занимается индийское предприятие компании Hyundai. Производство Atos осуществляется на мощностях заводов в Индии, Малайзии, Пакистане.

## Технические характеристики
Двигатель
- Объём двигателя: 1086 cm³
- Количество цилиндров: 4 рядный
- Количество клапанов на цилиндр: 4
- Система питания: распределительный впрыск
- Мощность: 56 л. с. при 5450 об/мин
- Расход топлива в смешанном цикле: 6 л/100км

## Другие имена
- Hyundai Amica в Соединённом королевстве
- Hyundai Santro в Индии и Пакистане
- Dodge Atos в Мексике
- Kia Visto в Индонезии и Южной Корее

## Галерея

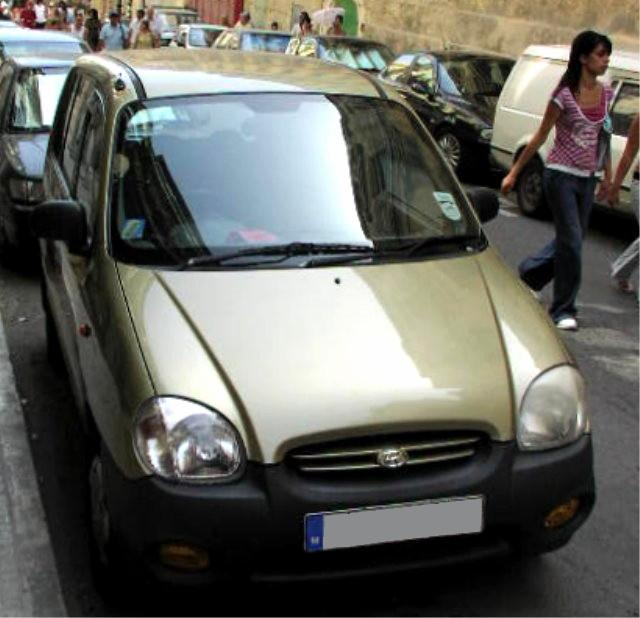
Hyunda Atos 1997 г.
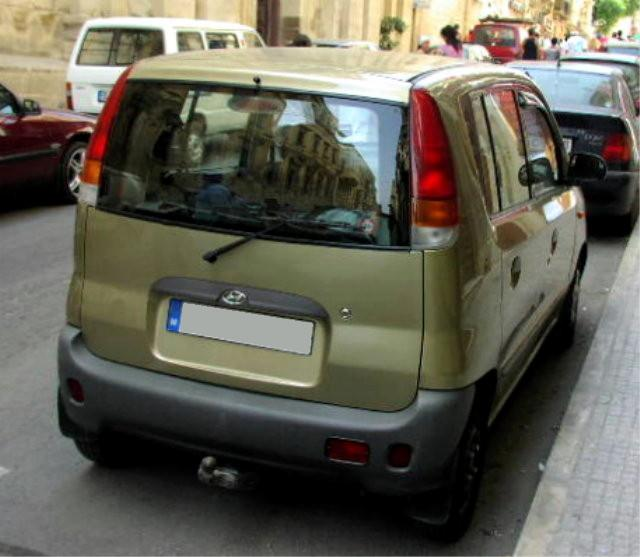
Hyunda Atos 1997 г.
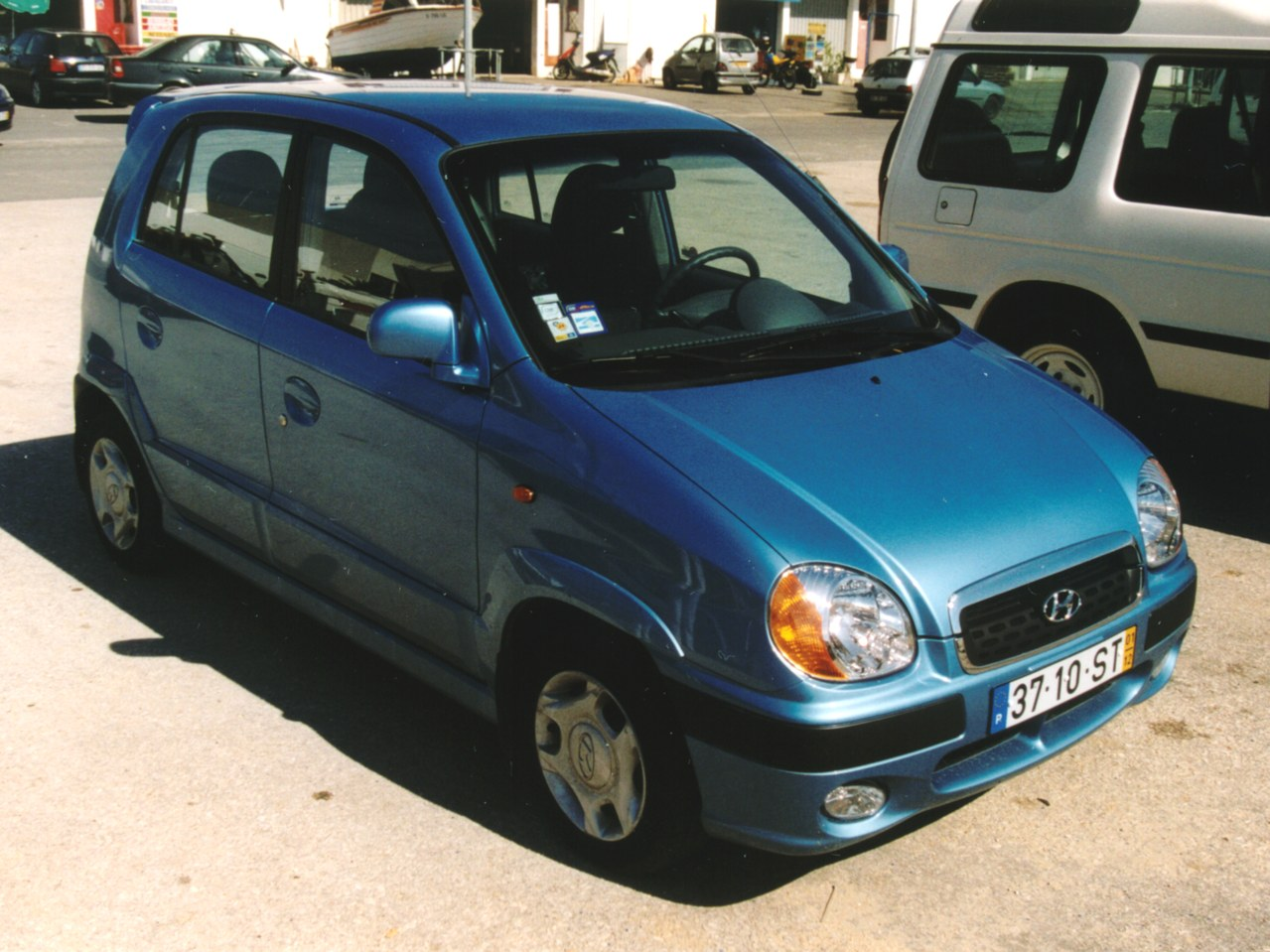
Atos Prime 1999 г.
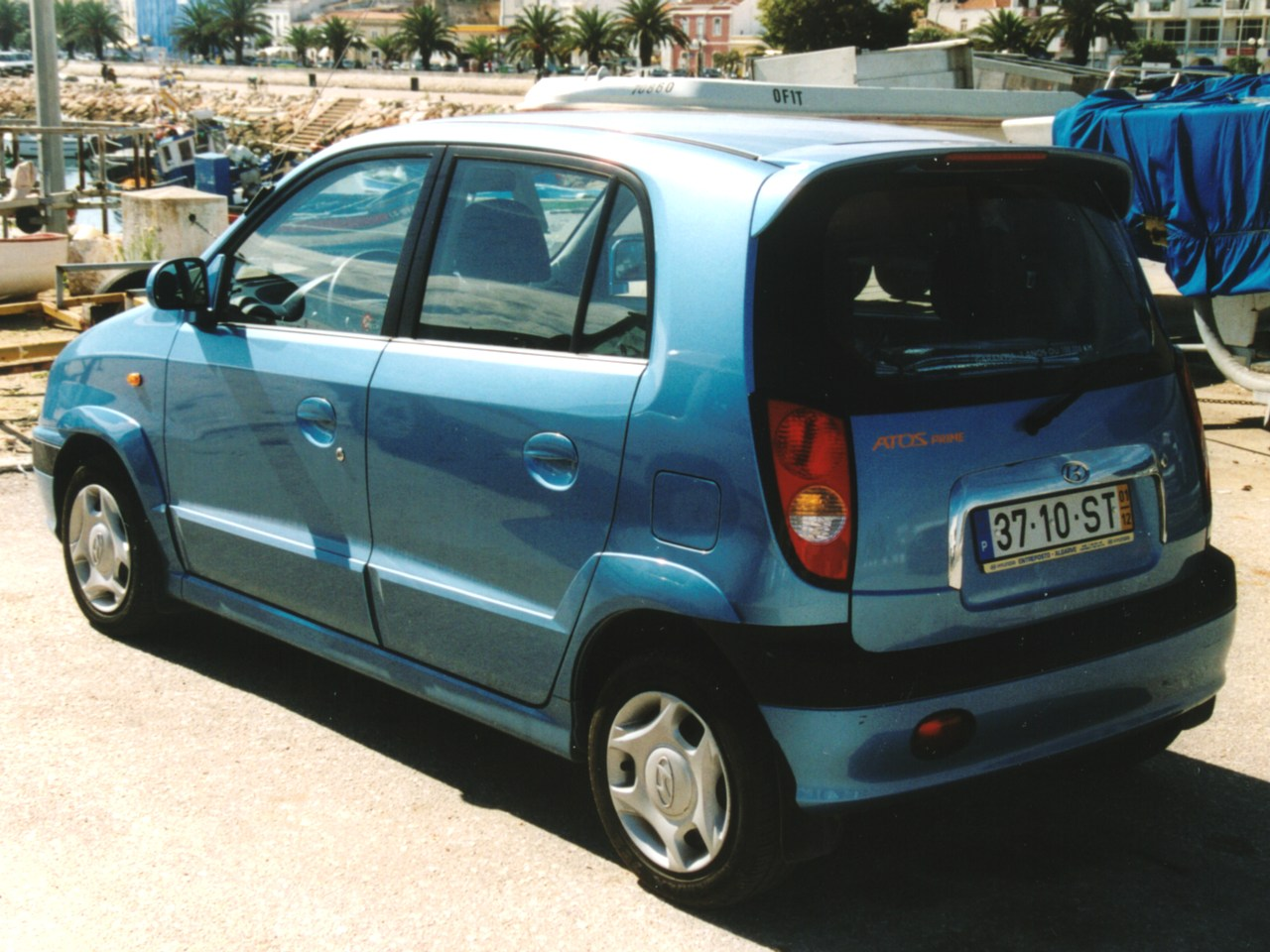
Atos Prime 1999 г.
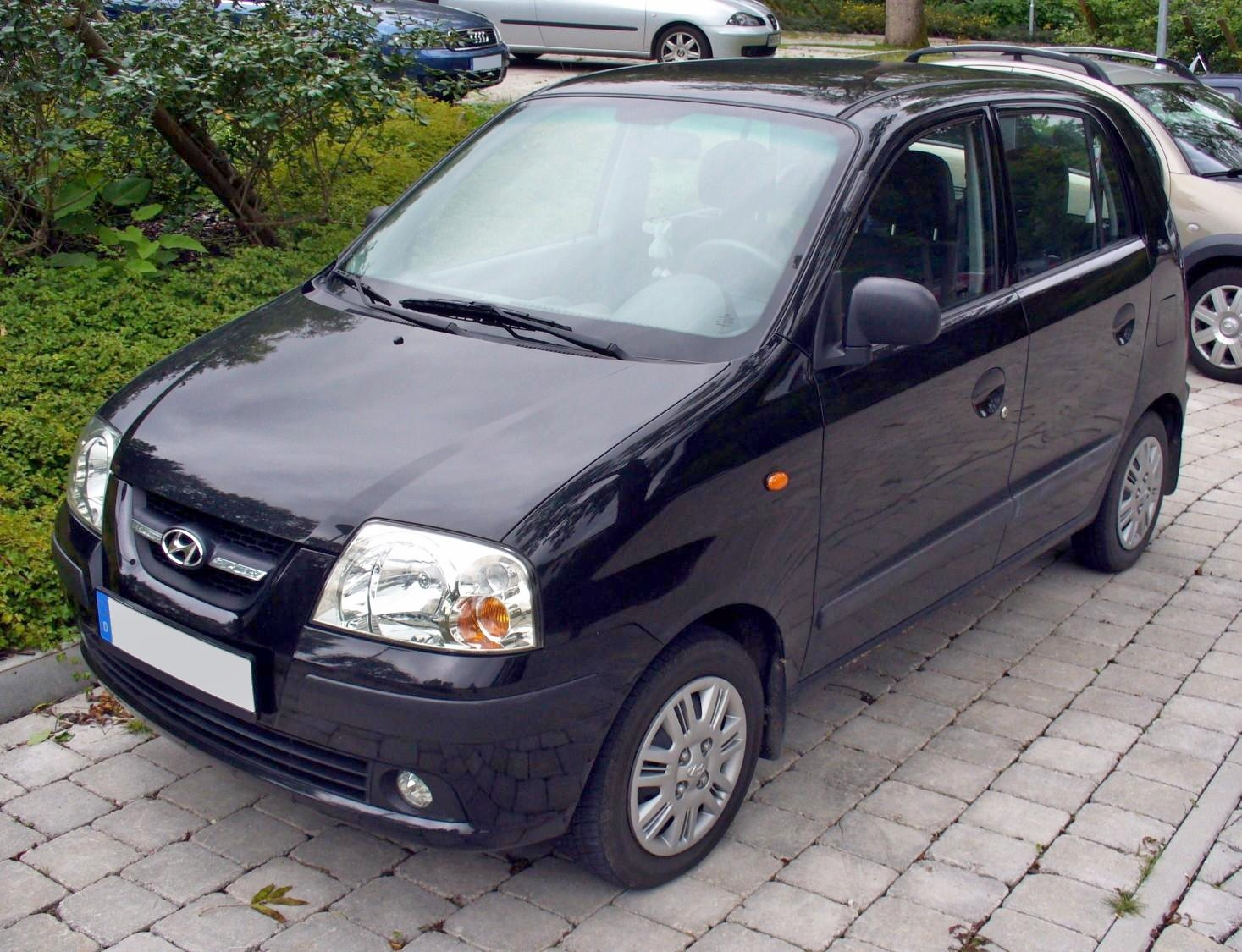
Hyundai Atos Prime  2003 г.
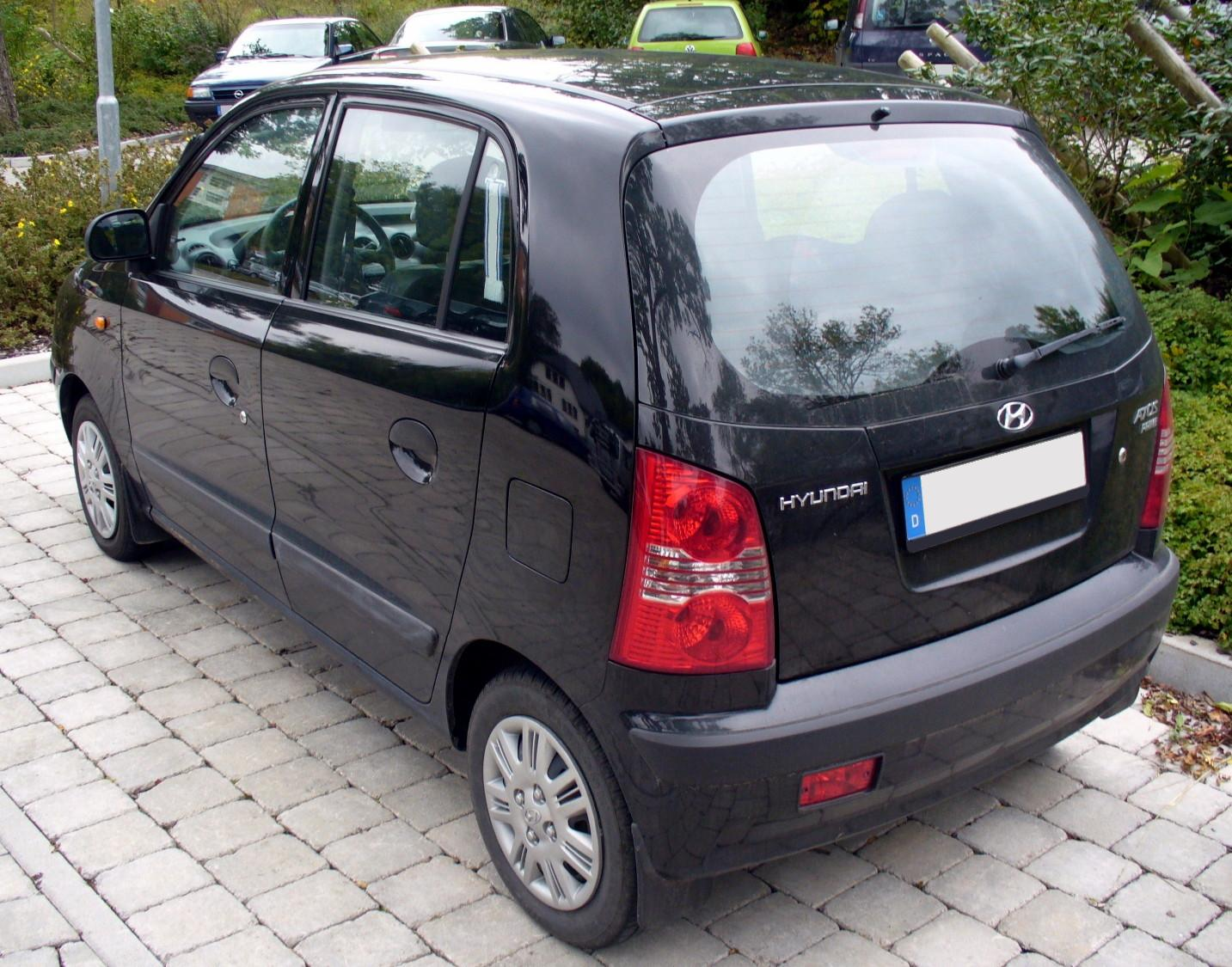
Hyundai Atos Prime  2003 г.